# からす座ガンマ星
からす座γ星（からすざガンマせい）は、からす座の恒星で3等星。からす座では最も明るく見える星である。
水素核融合を終え、ヘリウムのコアが収縮している段階にあり、今後数百万年の間に赤色巨星になるものと考えられている。水銀・マンガン星の1つで、水銀は通常より10万倍も多いのに、アルミニウムやニッケルのような元素は著しく少ない。

## 名称
学名はγ Corvi（略称γ Crv）。固有名はギェナー (Gienah)。ヨーロッパでは古くからこの名称でも呼ばれている。Gienah は15世紀ティムール朝の君主ウルグ・ベクがアラビア語でالجناح الغراب  اليمن al-janāħ al-ghirāb al-yaman（カラスの右翼）と呼んだのに由来するが、今の星座では左翼として描かれている。はくちょう座ε星も同様の名前で呼ばれており、それと区別するために「ギェナー・コルビ」 (Gienah Covri) と呼ばれることもあったが、2016年11月6日に国際天文学連合の恒星の命名に関するワーキンググループ (Working Group on Star Names, WGSN) は、Gienah をからす座γ星の固有名として正式に承認した。